# Yanti Somer
Kirsti Elisa Somersalo, beter bekend als Yanti Somer (Helsinki, 29 februari 1948), is een Fins actrice. Sinds 1970 is ze in meer dan vijftien films verschenen, voornamelijk van Franse en Italiaanse productiemaatschappijen.

## Filmografie
| Jaar | Titel                      | Rol                              | Opmerkingen                 |
| ---- | -------------------------- | -------------------------------- | --------------------------- |
| 1982 | Monsignor                  | Tweede secretaresse van Flaherty |                             |
| 1979 | Star Odyssey               | Irene                            |                             |
| 1978 | War of the Robots          | Julie                            |                             |
| 1978 | Battle of the Stars        | Diane Greene                     |                             |
| 1977 | Cosmos: War of the Planets | Meela                            | Handlanger van burgemeester |
| 1976 | Merciless Man              |                                  |                             |
| 1976 | Evil Thoughts              | Paola                            |                             |
| 1972 | Avanti!                    | Zuster                           |                             |
| 1972 | Man of the East            | Candida Olsen                    |                             |
| 1971 | Trinity Is Still My Name   | Boerendochter                    |                             |